# Anteris szelenyii
Anteris szelenyii är en stekelart som först beskrevs av Szabó 1958.  Anteris szelenyii ingår i släktet Anteris och familjen Scelionidae. Inga underarter finns listade i Catalogue of Life.